# 이스마일 알아즈하리

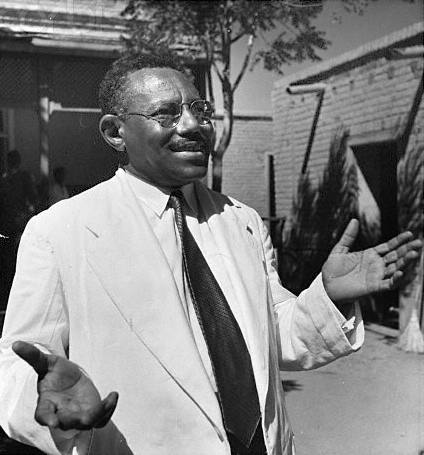
이스마일 알아즈하리

이스마일 알아즈하리(아랍어: إسماعيل الأزهري, 1900년 10월 20일 옴두르만 ~ 1969년 8월 26일)는 수단의 정치인이다. 1954년 1월 6일부터 1956년 7월 5일까지 수단의 총리, 1965년 6월 10일부터 1969년 5월 25일까지 수단의 대통령을 역임했다.

## 생애
1930년 레바논 베이루트 아메리카 대학교 수학과를 졸업했으며 수학 교사, 수단 정부 공무원으로 근무했다. 1943년에는 수단 민족주의를 기본 이념으로 하는 정당인 아시카(Ashiqqa, 형제)를 창당했지만 1948년부터 1949년까지 수감 생활을 했다.
1952년에는 세속주의를 기본 이념으로 하는 민주통일당을 창당했으며 1953년에 실시된 총선거에서 민주통일당의 승리를 이끌었다. 1954년 1월 6일부터 1956년 7월 5일까지 수단의 총리를 역임했지만 민주통일당 내부에서 일어난 권력 투쟁으로 인해 권력을 잃었다. 1965년 6월 10일에는 수단의 대통령으로 취임했지만 1969년 5월 25일 가파르 니메이리가 일으킨 군사 쿠데타로 인해 축출되었다.